# Баэпенди (Минас-Жерайс)
Баэпенди (порт. Baependi) — муниципалитет в Бразилии, входит в штат Минас-Жерайс. Составная часть мезорегиона Юг и юго-запад штата Минас-Жерайс. Входит в экономико-статистический микрорегион Сан-Лоренсу. Население составляет 18 173 человека на 2006 год. Занимает площадь 751,748 км². Плотность населения — 24,2 чел./км².

## История
Город основан 2 мая 1856 года.

## Статистика
- Валовой внутренний продукт на 2003 год составляет 75 608 064,00 реалов (данные: Бразильский институт географии и статистики).
- Валовой внутренний продукт на душу населения на 2003 год составляет 4229,82 реалов (данные: Бразильский институт географии и статистики).
- Индекс развития человеческого потенциала на 2000 год составляет 0,742 (данные: Программа развития ООН).